# Club Leones Negros de la Universidad de Guadalajara
El Club Leones Negros de la Universidad de Guadalajara és un club de futbol mexicà de la ciutat de Guadalajara, Jalisco.

## Història
Fou fundat el 19 d'agost de 1970. Ascendí a primera divisió en comprar la franquícia del club Torreón. El seu major triomf fou el campionat de la CONCACAF de 1978. A nivell nacional fou campió de Copa el 1991.

## Evolució de l'uniforme
| 1970 | 1976 | 1977 | 1982 | 1987 | 1994 |

## Palmarès

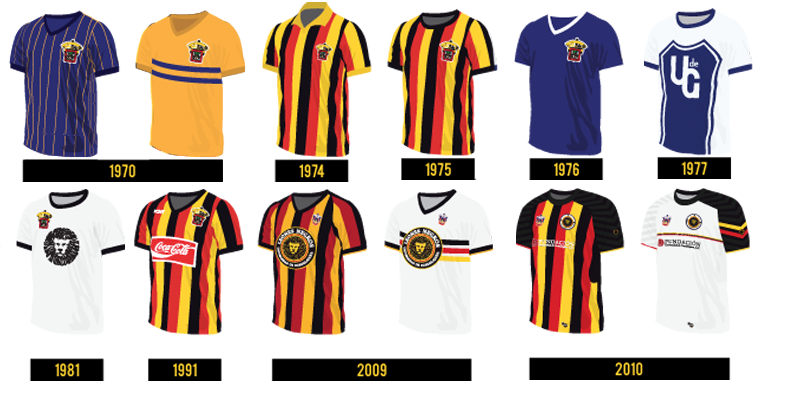
Uniformes del club.

- Copa de Campions de la CONCACAF: 
  - 1978

- Copa México: 
  - 1990-91

- Ascenso MX: 
  - Apertura 2013

- Campeón de Ascenso: 
  - 2014

- Segunda División de México: 
  - 1996-97